# 6774 Vladheinrich
6774 Vladheinrich este un asteroid din centura principală de asteroizi.

## Descriere
6774 Vladheinrich este un asteroid din centura principală de asteroizi. A fost descoperit pe 4 noiembrie 1988 la Observatorul Kleť de Antonín Mrkos. Asteroidul prezintă o orbită caracterizată de o semiaxă mare de 2,19 ua, o excentricitate de 0,09 și o înclinație de 1,0° în raport cu ecliptica.